# 久保陽子
久保 陽子（くぼ ようこ、1943年11月12日 - ）は、日本のヴァイオリニスト、音楽教育者。鹿児島県奄美大島出身。

## 略歴・人物

### 幼年期
3歳より、名瀬市（現奄美市）で薬局を経営する父の手ほどきによってヴァイオリンを始める。当時は第二次世界大戦後間もない時期で混乱が続いており、また貧しかったため、本物のヴァイオリンではなく父が手作りしたブリキのヴァイオリンを弾いていたという。本人いわく、「まさに子供の遊びであった」とのこと。
5歳の時に転機が訪れ、当時、人気を博していた石井みどり舞踊団が船で沖縄公演に向かう途中台風に遭い、奄美大島に停泊。船には石井みどりの夫で、著名なヴァイオリニストの折田泉も搭乗しており、これを聞きつけた両親が久保を連れて折田の元を訪ねた。折田の前で弾かせてみたところ、絶賛され、自分が面倒をみるので東京まで出てくるように言われたという。
折田の言葉に両親は久保を東京に送り出そうとしたものの、当時の奄美大島はアメリカ領であり、子どもの留学は認められなかった。困った両親は最終手段として、わざわざ離婚し、母が娘を連れ鹿児島の実家に戻るという形で島を出た。

ようやく上京した時には、折田との出会いからすでに3年が経過していたが、それでも折田は「よく来た」と歓迎してくれたという。このエピソードについて久保は「台風が来たことによる偶然と両親の果敢な行動がなかったら、今の『久保陽子』はなかったでしょう。本当に奇跡だと思います」と話している。。

### 青年期
その後、学校法人桐朋学園が教授としてフランスより招き入れたジャンヌ・イスナール、桐朋の創設者である斎藤秀雄に11歳から師事。1960年には毎日新聞社とNHK主催の第22回音楽コンクールで第2位となる。
1962年、桐朋女子高等学校音楽科を卒業と同時にチャイコフスキー国際コンクールに挑み、ソ連のニーナ・ベイリナと並び、3位入賞を果たした。その結果によってメディアによって広く日本に知られることとなり、有名人が出演するテレビの『小川宏ショー』にも呼ばれている。
チャイコフスキー国際コンクールにおける実績をバネに更に国際的な音楽家となるべく、フランス政府給費留学生として1963年からパリに留学。翌1964年に、ヴァイオリンの超絶技巧を要する最難関コンクールであるパガニーニ国際ヴァイオリン・コンクールへ出場し、第2位入賞を果たした。
翌1965年にロン＝ティボー国際コンクールにて第2位。1966年、マルセイユ音楽院ディプロマコースを卒業。
1967年からスイスに渡り、巨匠ヨーゼフ・シゲティにその高い実力を認められ師事することとなる。1967年アルベルト・クルチ国際ヴァイオリン・コンクールにて第1位を獲得した。1972年に帰国。

## 活動
世界的なソロ活動を頻繁に展開する一方、室内楽でも活発な活動を続け、教育の面でも数多くの演奏家を輩出している。
ピアニストである弘中孝と結婚し、1974年に桐五重奏団を結成。同年の東京国際音楽コンクール第2位、斎藤秀雄賞受賞。
1995年6月にはジャパン・ストリング・クワルテットを結成し、ベートーヴェンの弦楽四重奏曲の全曲演奏をはじめ、多くの弦楽四重奏曲にて技を披露した。
その評価は、バッハの無伴奏ソナタを取り上げた1979年のリサイタルに対する「集中力も強大であり、熱い気隗が溢れ出ていたが、その中にも冷静さを忘れず、バッハ演奏の壁を厳として見つめつつも世界を狭めていなかった」といった評あたりに集約されている。
60歳となった2003年には自身の還暦を記念したCD製作を機会に、自身のレーベルである「KUBO　YOKO」を設立。生演奏と全く違うCD制作を経験することで、逆に演奏そのものの完成度が高まってきたという。
2005年に夫の弘中孝、チェリストの堀了介とともに久保陽子トリオを結成。倉敷音楽祭、大垣音楽祭などのディレクターとしても活躍。
また、2010年の橿原神宮御鎮座120年記念大祭においては、出席された秋篠宮夫妻の前でも演奏を披露した。さらに、2011年12月から4月にかけて70回のミニライブを敢行。これは東日本大震災を受けて企画されたもので、久保は「雄大で神聖な場所で演奏することに特別な意味があります。震災で被災された方々へ、復興を願う祈りの気持ちも込めて演奏しています」と話している。
水戸室内管弦楽団団友。2011年3月まで東京音楽大学の教授を務め、吉田篤貴（Atsuki）、渡邉麻衣らも指導した。

## 受賞歴
- 個人での受賞。
  - 1962年 第2回 チャイコフスキー国際コンクール ヴァイオリン部門 第3位
  - 1964年 第11回 パガニーニ国際ヴァイオリン・コンクール 第2位
  - 1965年 第11回 ロン＝ティボー国際コンクール ヴァイオリン部門 第2位
  - 1967年 第1回 アルベルト・クルチ国際ヴァイオリン・コンクール 第1位

- 桐五重奏団での受賞
  - 1974年 東京国際音楽コンクール 第2位 斎藤秀雄賞 受賞

## 作品

### ＣＤ
- モーツァルト：交響曲第39番、ヴァイオリン協奏曲第5番(トルコ風)、ファゴット協奏曲 (2003/8/13)  TOKYO FM
- レジェンド~ヴァイオリン名曲集 (2003/10/23) レグルス
- J.S.バッハ 無伴奏ヴァイオリン・ソナタとパルティータ 全6曲 BWV1001-1006 (2004/11/15) レグルス
- ブラームス：ヴァイオリン・ソナタ（全曲）(2005/9/21) レグルス
- ベートーヴェン：ピアノ・トリオ 第7番「大公」（2006/4/21）レグルス
- パガニーニ カプリース全24曲 (2009/6/3) レグルス
- ユモレスク（ドヴォルザーク／クライスラー編）（2017/1/16 ）Victor